# Stefano Rossattini
Stefano Rossattini (Sondrio, 11 settembre 1943) è un politico italiano.

## Biografia
Assessore e consigliere comunale a Sondrio dal 1970 al 1993, è stato deputato nella IX legislatura dal 1983 al 1987, eletto nel collegio di Sondrio con la Democrazia Cristiana. Ha fatto parte della Commissione lavoro e previdenza sociale, commercio e industria.